# Torre di guardia della Justice League
Torre di Guardia è il nome di varie basi utilizzate dalla Justice League of America nei fumetti della DC Comics ed in vari altri media. Nella serie animata Justice League Unlimited fu raffigurata come un edificio costruito sulla Luna e come una stazione spaziale orbitante.
La Torre di Guardia debuttò in JLA n. 4 durante il periodo in cui era sceneggiatore della serie Grant Morrison. È fatta di promezio ed utilizza la fusione delle più avanzate tecnologie marziane, thanagariane, kryptoniane e terrestri. L'arrivo di Orion e di Big Barda aggiunse anche le tecnologie di Apokolips e di Nuova Genesi.

## Aree all'interno della Torre di Guardia
Aree della Torre di Guardia sono state mostrate in JLA n. 16 quando il supercriminale Prometeo fece il suo debutto e scaricò le planimetrie della Torre di Guardia. Tra di loro:
- "La Sala della Giustizia" - in cima alla Torre di Guardia è la sala conferenze dove i membri della League si incontrano, discutono le diverse strategie, assegnano i vari compiti e scambiano opinioni. Al suo centro vi è una tavola rotonda, un accenno alla Tavola Rotonda dei Cavalieri di Re Artù. Ci sono 12 sedie, 7 o 8 delle quali riservate ai membri fondatori con il loro rispettivo simbolo. Il simbolo della Justice League, invece, si trova sul centro del tavolo.
- La Navata - un'enorme area dedicata alle cerimonie e, secondo le necessità, alla riunione di un grosso gruppo di eroi.
- Ventre dei Monitor - il cuore della Torre di Guardia, che si allunga per tutto il centro dell'edificio. Ospita la vasta rete di comunicazioni/computer/sensori della League. Tutti i punti di crisi vengono rilevati attraverso questa camera circolare con multipli schemi olografici. Sebbene il compito di monitoraggio sia affidato ad un sistema di rotazione, Martian Manhunter si offre spesso volontario per questo compito in quanto i suoi potenti poteri telepatici sono in sintonia con la tecnologia marziana.
- Sala dei Trofei - varie reliquie dai casi passati della League come le sculture e i tributi agli eroi scomparsi. Alcuni oggetti presenti includono le frecce truccate di Freccia Verde, l'armatura di Booster Gold, il Gong Gamma di Kanjar Ro, vari gadget/armamenti alieni, un contenitore di appunti di Kirby e gallerie dei vari nemici passati dei membri della League.
- Armeria/Hangar - adiacente l'una all'altra, quest'area ospita una varietà di equipaggiamenti specifici di cui la League o i suoi alleati potrebbero aver bisogno durante le missioni, così come le navi spaziali capaci di intraprendere viaggi intergalattici.
- Idroponica - quest'area ospita una vasta gamma di campioni floreali con un'incredibile capacità fotosintetica in paragone alle piante terrestri. Svolgono la funzione di ossigenare la Torre di Guardia.
- Aquario - fa da stanza privata di Aquaman e ospita forme acquatiche di altri mondi.
- Stanze private - ogni membro fondatore possiede una stanza privata per i periodi di soggiorni prolungati. Le stanze private sono arredate secondo i gusti e lo stile di vita di chi vi soggiorna (come la stanza in stile Greco di Wonder Woman, o la stanza di meditazione di Martian Manhunter). Esistono anche altre stanze per gli ospiti.
- Altre aree: il nucleo di potere, l'area ricreativa, la stanza di addestramento olografica, vari laboratori, laboratori medici, officine di riparazione, celle di contenimento.

Arrivare sulla Torre di Guardia e alle aree circostanti è facilitato da alcuni tubi teleportanti messi in posti particolari per accedervi immediatamente nei casi di emergenza.
La Torre di Guardia fu distrutta da Superboy-Prime in JLA n. 20 e sostituita dalla Sala della giustizia sulla Terra e dal Satellite nello spazio.

## La seconda Torre di Guardia
Dopo la riunione del nuovo team come visto in Justice League of America vol. 2 n. 7 (aprile 2007), fu presentato un nuovo Satellite come quartier generale.
Il nuovo Satellite è una Torre di Guardia orbitante che lavora in collaborazione con La Sala, un edificio ubicato a Washington, pagato da Batman e disegnato da Wonder Woman e John Stewart. All'interno della Sala esiste un sistema di teletrasporto in stile arcata, che svolgono la funzione di portali in cui le persone entrano e si ritrovano all'interno all'interno del nuovo Satellite orbitante 22.300 miglia sopra la Terra.
Jim Lee fu chiamato per disegnare il nuovo quartier generale. Lo scrittore Brian Meltzer ha dichiarato: «Sul Satellite, fece sei disegni diversi; alcuni che somigliavano alla vecchia Torre, o che somigliavano al Satellite della JLA. Noi prendemmo un po' dell'una e un po' dell'altra. Vidi in un altro dei suoi disegni, che aveva inserito questi fuchi e mi piacquero, così dissi, "Possiamo inserire anche questi? Mi piacerebbe metterli!"».
Il Satellite aveva una sala d'addestramento del pericolo soprannominata "La Cucina" perché «se riesci a sopportarne il calore...». Meltzer spiegò anche che, per la prima volta, il Satellite aveva armamenti da difesa ma anche d'attacco. Nonostante il sistema difensivo, la Torre di Guardia fu danneggiato dai Sinestro Corps. In aggiunta a tutto ciò, il sistema di teletrasporto fu hackerato da un hardware dopo che i suoi membri entrarono nella Sala della Giustizia travestiti da turisti.

## Altri media

### Smallville
Nell'episodio Justice della serie televisiva Smallville, Impulse, Freccia Verde, Cyborg, Aquaman e Clark Kent lavorarono insieme per distruggere un'infrastruttura in cui si svolgevano ricerche sui metaumani, di proprietà di Lex Luthor. Chloe Sullivan fornì le indicazioni e gli schemi dall'appartamento di Oliver, e le fu dato il soprannome di "Torre di Guardia".
Nella storia parallela multimediale online di Smallville, Justice and Doom, John Jones/Martian Manhunter utilizzò il satellite della Swann Communication come base.
Nell'episodio 17 dell'ottava stagione, dal titolo Desideri, Chloe Sullivan si trova alla Isis Foundation quando arriva Oliver Queen. Lui le chiede se lei è pronta ad abbandonare la sua vita come reporter, e lei confidenzialmente risponde di sì. Chloe gli offre una cuffia e ne prende anche una per sé. I membri della Justice League, Black Canary, Aquaman, Cyborg ed Impulso, si mettono in connessione online uno dopo l'altro sui monitor che la circondano. Oliver dice poi «Freccia Verde online», e la scena termina con Chloe che dice «Watchtower è ufficialmente online».
Nell'episodio finale dell'ottava stagione, Jimmy Olsen rivela il regalo di matrimonio per Chloe. È un'enorme torre dell'orologio che si trova al centro di Metropolis, molto simile alla torre dell'orologio utilizzata nei fumetti da Oracolo. Dopo la morte di Jimmy, Chloe ritorna alla torre e dice a Clark che intende utilizzare l'edificio come base - o come una "torre di guardia" - per la Justice League.
Nella prima puntata della nona stagione, la torre è equipaggiata con sistemi computerizzati d'avanguardia, forniti da Oliver Queen. Questa Torre di Guardia viene utilizzata come base dalla League e da altri eroi nel corso della stagione.
All'inizio dell'ultima stagione, a seguito della misteriosa scomparsa di Chloe, Tess Mercer prende il controllo della Watchtower, le cui attività verranno però sospese a causa della sfiducia delle persone nella Justice League in quel momento.

### Batman of the Future
Nella serie animata Batman of the Future, il quartier generale della Justice League del futuro fu soprannominata Torre di Guardia, e si trova a Metropolis. Ha una stanza d'addestramento e una tanica per Aquagirl. Comparve per la prima volta nell'episodio The Call: Part One della terza stagione.

### Justice League
Due versioni differenti della Torre di Guardia comparvero nelle serie animate Justice League e Justice League Unlimited. Sono entrambe stazioni spaziali, simili al Satellite della Justice League. Entrambe furono finanziate dall'alter ego di Batman, Bruce Wayne.
La Torre di Guardia originale fu introdotta nel primo episodio della serie Justice League, Origini Segrete. Aveva una sala d'incontro, un hangar, una cucina ed un laboratorio medico, come un vero quartier generale. L'accesso alla Torre di Guardia avveniva principalmente attraverso il "Javelin-7", una navicella spaziale personale.
La stazione fece la sua ultima comparsa nell'ultima puntata della seconda stagione, Starcrossed. Quando i Thanagariani tentarono di costruire un bypass iperspaziale sulla Terra, Batman fece uscire la Torre di Guardia fuori orbita, e la fece collassare nel generatore dell'iperspazio. Sia il generatore che la Torre di Guardia furono distrutti (Batman fu salvato all'ultimo secondo da Superman).
Quando la serie riprese sotto il nuovo titolo di Justice League Unlimited, fu svelata una nuova Torre di Guardia più grande. Disegnata per sostenere un numero maggiore di persone, la nuova Torre di Guardia fu illustrata come una base paramilitare orbitante, circondata da una rete di stazioni orbitanti sussidiarie. La Torre di Guardia aveva ora una cucina molto più grande, una sala d'incontro, e le stanze mediche, e si fece sottintendere che molti membri della League vivevano sulla stazione a tempo pieno.
L'accesso alla stazione avveniva attraverso dei teletrasporti simil-Star Trek, utilizzati spesso dagli impiegati della Torre di Guardia che, si capì, vi lavoravano a giorni alterni. Nell'episodio "Task Force X" si vide un gruppo di impiegati riunirsi in un remoto campo di grano al fine di essere trasportati sulla stazione spaziale.
La seconda Torre di Guardia aveva un armamentario enorme, più notabilmente un "generatore binario di fusione", un cannone ad energia diretta puntato verso la Terra, che portò conflitti tra la League e il governo statunitense. L'arma fu smantellata dopo che Lex Luthor la bypassò e la utilizzò per fare fuoco su una città a caso.

### Justice League of America
La Torre di Guardia (mai chiamata così) comparve anche nel film del 1997 Justice League of America. Sembrò essere l'astronave di John Jones attraccata sott'acqua e che fu tirata fuori da un ascensore da sotto un ponte a New Metro City.

### The Batman
Nell'episodio in due parti The Joining della serie animata The Batman, la Torre di Guardia si vide alla fine della seconda parte, somigliante alla Sala della Giustizia su un asteroide.

### Mortal Kombat vs DC
Una stazione spaziale simile alla Torre di Guardia compare nel videogioco Mortal Kombat vs DC Universe. È chiamata "U.N. Orbital Space Station".